# Откинимо ноћас заједно
Откинимо ноћас заједно је пети албум групе Зана. Албум садржи 9 песама, од којих су хитови Да ли чујеш, да ли осећаш (МЕСАМ 1986) и Вејте снегови. Албум је објављен 1987. године у издању дискографске куће ПГП РТБ.

## Листа песама
Аутор(и) свих текстова: Марина Туцаковић. 
| №  | Назив                     | Трајање |  |
| 1. | Склони се кад пролазим    | 3:55    |  |
| 2. | Месец дана                | 3:04    |  |
| 3. | О, Боже                   | 3:18    |  |
| 4. | Сви су ту                 |         |  |
| 5. | Откинимо ноћас заједно    |         |  |
| 6. | Вејте снегови             |         |  |
| 7. | Другарице са Чукарице     |         |  |
| 8. | Да ли чујеш, да ли осећаш | 3:21    |  |
| 9. | Чуј драги                 | 4:21    |  |

## Занимљивости
Навијачи Црвене звезде су препевали највећи хит Вејте снегови под насловом За грб погините.